# Hockey su prato ai Giochi della XXXII Olimpiade
I tornei di hockey su prato dei Giochi della XXXII Olimpiade si sono svolti dal 24 luglio al 6 agosto 2021 presso lo stadio di hockey di Ōi.

## Calendario
| Hockey su prato alla XXXII Olimpiade | Hockey su prato alla XXXII Olimpiade | Hockey su prato alla XXXII Olimpiade | Hockey su prato alla XXXII Olimpiade | Hockey su prato alla XXXII Olimpiade | Hockey su prato alla XXXII Olimpiade | Hockey su prato alla XXXII Olimpiade | Hockey su prato alla XXXII Olimpiade | Hockey su prato alla XXXII Olimpiade | Hockey su prato alla XXXII Olimpiade | Hockey su prato alla XXXII Olimpiade | Hockey su prato alla XXXII Olimpiade | Hockey su prato alla XXXII Olimpiade | Hockey su prato alla XXXII Olimpiade | Hockey su prato alla XXXII Olimpiade | Hockey su prato alla XXXII Olimpiade | Hockey su prato alla XXXII Olimpiade | Hockey su prato alla XXXII Olimpiade |
| Luglio-Agosto '21                    | 24                                   | 25                                   | 26                                   | 27                                   | 28                                   | 29                                   | 30                                   | 31                                   | 1                                    | 2                                    | 3                                    | 4                                    | 5                                    | 5                                    | 6                                    | 6                                    | Totale                               |
| ------------------------------------ | ------------------------------------ | ------------------------------------ | ------------------------------------ | ------------------------------------ | ------------------------------------ | ------------------------------------ | ------------------------------------ | ------------------------------------ | ------------------------------------ | ------------------------------------ | ------------------------------------ | ------------------------------------ | ------------------------------------ | ------------------------------------ | ------------------------------------ | ------------------------------------ | ------------------------------------ |
| Uomini                               | 1°T                                  | 1°T                                  | 1°T                                  | 1°T                                  | 1°T                                  | 1°T                                  | 1°T                                  |                                      | Q.                                   |                                      | SF                                   |                                      | f                                    | F                                    |                                      |                                      | 1                                    |
| Donne                                | 1°T                                  | 1°T                                  | 1°T                                  |                                      | 1°T                                  | 1°T                                  | 1°T                                  | 1°T                                  |                                      | Q.                                   |                                      | SF                                   |                                      |                                      | f                                    | F                                    | 1                                    |
| Totale                               |                                      |                                      |                                      |                                      |                                      |                                      |                                      |                                      |                                      |                                      |                                      |                                      | 1                                    | 1                                    | 1                                    | 1                                    | 2                                    |

|  | Gironi |  | Quarti di finale |  | Semifinali |  | Finale 3º posto |  | Finale 1º posto |

## Tornei

### Squadre qualificate
| Competizione                      | Data                       | Sede                    | Posti | Qualificati                                                          |
| --------------------------------- | -------------------------- | ----------------------- | ----- | -------------------------------------------------------------------- |
| Nazione ospitante                 | N.D.                       | N.D.                    | 1     | Giappone                                                             |
| Giochi asiatici 2018              | 19 agosto-1 settembre 2018 | Indonesia, Jakarta      | –     | –                                                                    |
| Giochi panamericani               | 30 luglio-10 agosto 2019   | Perù, Lima              | 1     | Argentina                                                            |
| Campionato africano               | 12-18 agosto 2019          | Sudafrica, Stellenbosch | 1     | Sudafrica                                                            |
| Campionato europeo                | 16-24 agosto 2019          | Belgio, Anversa         | 1     | Belgio                                                               |
| Coppa oceanica                    | 5 - 8 settembre 2019       | Australia, Rockhampton  | 1     | Australia                                                            |
| Hockey World League maschile 2019 | 25 ottobre-3 novembre 2019 | Varie                   | 7     | Canada Germania Gran Bretagna India Paesi Bassi Nuova Zelanda Spagna |
| Totale                            | Totale                     | Totale                  | 12    |                                                                      |

| Competizione                       | Data                       | Sede                    | Posti | Qualificati                                                |
| ---------------------------------- | -------------------------- | ----------------------- | ----- | ---------------------------------------------------------- |
| Nazione ospitante                  | N.D.                       | N.D.                    | 1     | Giappone                                                   |
| Giochi asiatici 2018               | 19 agosto-1 settembre 2018 | Indonesia, Jakarta      | –     | –                                                          |
| Giochi panamericani                | 29 luglio-9 agosto 2019    | Perù, Lima              | 1     | Argentina                                                  |
| Campionato africano                | 12-18 agosto 2019          | Sudafrica, Stellenbosch | 1     | Sudafrica                                                  |
| Campionato europeo                 | 17-25 agosto 2019          | Belgio, Anversa         | 1     | Paesi Bassi                                                |
| Coppa oceanica                     | 5-8 settembre 2019         | Australia, Rockhampton  | 1     | Nuova Zelanda                                              |
| Hockey World League femminile 2019 | 25 ottobre-3 novembre 2019 | Varie                   | 7     | Australia Cina Germania Gran Bretagna India Irlanda Spagna |
| Totale                             | Totale                     | Totale                  | 12    |                                                            |

## Podi
| Evento                               | Oro         | Argento   | Bronzo        |
| Hockey su prato maschile (dettagli)  | Belgio      | Australia | India         |
| Hockey su prato femminile (dettagli) | Paesi Bassi | Argentina | Gran Bretagna |

## Medagliere
| Pos.   | Paese         | Oro | Argento | Bronzo | Totale |
| ------ | ------------- | --- | ------- | ------ | ------ |
| 1      | Belgio        | 1   | 0       | 0      | 1      |
| 1      | Paesi Bassi   | 1   | 0       | 0      | 1      |
| 3      | Australia     | 0   | 1       | 0      | 1      |
| 3      | Argentina     | 0   | 1       | 0      | 1      |
| 5      | India         | 0   | 0       | 1      | 1      |
| 5      | Gran Bretagna | 0   | 0       | 1      | 1      |
| Totale | Totale        | 2   | 2       | 2      | 6      |